# Abd-al-Qarib (nom)
Abd-al-Qarib és un nom masculí teòfor àrab islàmic (àrab: عبد القريب, ʿAbd al-Qarīb) que literalment significa ‘Servidor del Proper’, essent «el Proper» un atribut de Déu. Si bé Abd-al-Qarib és la transcripció normativa en català del nom en àrab clàssic, també se'l pot trobar transcrit Abdul Qarib, ‘Abdul Qarieb... normalment per influència de la pronunciació dialectal o seguint altres criteris de transliteració. Com a teòfor, també el duen musulmans no arabòfons que l'han adaptat a les característiques fòniques i gràfiques de la seva llengua.